# Proevce
Proevce (macedónul Проевце) település Észak-Macedóniában, a Északkeleti körzetben, Kumanovo községben.

## Népesség
| Lakosok száma | 130  | 193  | 280  | 653  | 1297 | 1890 | 1944 | 2311 | 1311 |
|               | 1948 | 1953 | 1961 | 1971 | 1981 | 1991 | 1994 | 2002 | 2021 |

- 2002-ben 2311 lakosa volt, akik közül 2218 macedón, 70 szerb és 20 egyéb.